# Спірили

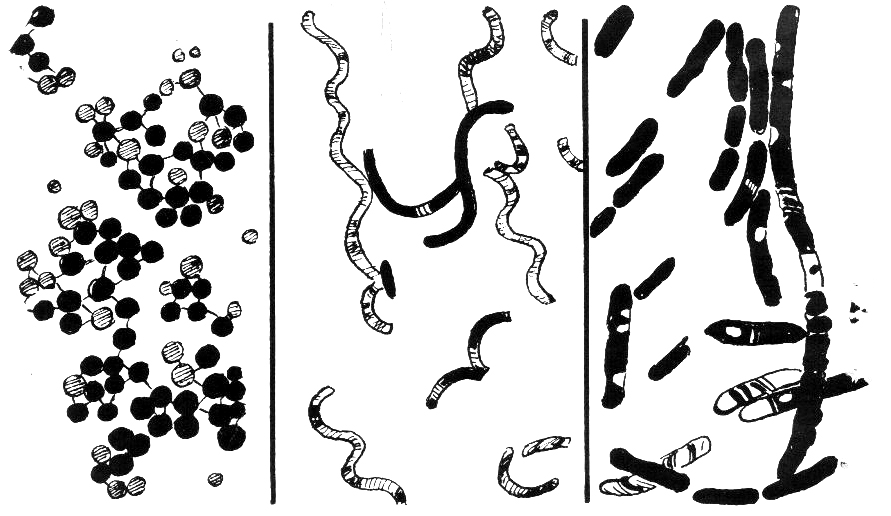
Представники різних бактерій — зліва направо коки, спірили, бацили.

Спірили (новолатинське spirilla, зменшувальне від лат. spira, грец. Σπείρα — вигин, звивши, виток) — всі бактерії спіральної форми. До цієї групи відносять рухливих грамнегативних звивистих бактерій, які мають форму коми (трохи зігнутої палички) або короткої спіралі з двома-трьома завитками. Розміри варіюють у різних видів у широких межах: завширшки від 0,6—0,8 до 2—3 мкм, завдовжки від 1—3,2 до 30—50 мкм. Вони належать до трьох родів: вібріонів, кампілобактерій і спірил. Рід Vibrio включає патогенні для людини холерний вібріон і ряд видів, які визнані умовно-патогенними, зокрема V. metschnikovii, V. parahaemolyticus, V. alginolyticus. Рід Campylobacter об'єднує декілька видів, що паразитують в організмі людей і тварин. Також існує рід Spirillum, більшість представників якого є спірилами, але є і багато інших бактерій з такою ж формою. Представником патогенних спірил є Spirillum minus, збудник содоку — однієї з гарячок від укусу пацюків.